# راندولف إتش غوثري
راندولف إتش غوثري (بالإنجليزية: Randolph H. Guthrie)‏ هو محامي أمريكي، ولد في 1905 في ريتشموند في الولايات المتحدة، وتوفي في 11 سبتمبر 1989 في هيلتون هيد أيلاند في الولايات المتحدة.